# District de Wuyiling
Le district de Wuyiling (乌伊岭区 ; pinyin : Wūyīlǐng Qū) est une subdivision administrative de la province du Heilongjiang en Chine. Il est placé sous la juridiction de la ville-préfecture de Yichun.